# Гірш Турій
Гірш Турій - очільник єврейської самооборони міста Тетіїв.

## Біографія
Військовий Гірш Турій очолював єврейську самооборону міста Тетієва для протидії погромів у часи громадянської війни 1918-1919 років. 
Самооборона Гірша Турія була однією з найсильніших в Україні, саме тому місто довгий час успішно оборонялося від банд всіляких мастей і таким чином були врятовані життя тисяч тетіївчан. Завдяки цьому фотографія Гірша Турія потрапила в книгу про історію єврейських погромів в Україні, що видана в СРСР в 20-ті роки. Зберігається фото Гірша Турія в Нью-Йорку в Іво-Інституті.
Фотографію Гірша Турія багато разів передруковували в багатьох статтях у різних виданнях світу про єврейських погромах. Проте єврейська самооборона, навіть така сильна, як у Тетіїві, не змогла досить довго протистояти набагато більш численним і краще озброєним погромникам, і в одній із сутичок у 1919 році Гірш був убитий, а Тетіїв був узятий штурмом. 
Історик містечка Тетіїв Стівен Рот, живе в штаті Іллінойс, підтвердив, що в 1920 році бандити штурмом взяли Тетіїв, а озвірілі погромники винищили більше 4 тисяч жителів єврейської національності. На той час в місті проживало 6 тисяч євреїв. Ті, що залишилися в живих тікали хто куди. Частина з них зуміла дістатися до Америки.
В Клівленді, де сьогодні живе більшість нащадків тих тетіївчан, що врятувалися втечею від смерті, і зараз стоїть Тетіївська синагога, але єврейська історія самого Тетієва на тому страшному погромі 1920 року закінчилася.
Братові Гірша, Янкель-Йосипу з сім'єю вдалося знайти притулок в Одесі. На початку 20-х років його син Абрам створив єврейську організацію "Правий Гехалуц", за що був звинувачений в антирадянській роботі і оголошений "ворогом народу" і отримав два рази по 10 років таборів.
Син Абрама Турія Колман Турій емігрував до США. Був неоднократним переможцем різних міжнародних турнірів з шашок та очолював Федерацію шашок США. Також є автором ряду книг з шашок.